# Erotic Ghost Story
Pour plus de détails, voir Fiche technique et Distribution.
Erotic Ghost Story (聊齋艷譚, Liu jai yim taam) est un film hongkongais réalisé par Lam Ngai-kai, sorti le 19 mai 1990.

## Synopsis
Trois jeunes sœurs démons décident, afin de retrouver une forme humaine, de faire une retraite de plusieurs jours dans une immense demeure. Cependant, l'arrivée d'un jeune étudiant dans cette maison remet tout en question…

## Fiche technique
- Titre : Erotic Ghost Story
- Titre original : 聊齋艷譚 (Liao zhai yan tan)
- Réalisation : Lam Ngai-kai
- Scénario : Kwan Chang
- Production : Choi Lan-chan, Chow Chun-tung et Chua Lam
- Musique : Chan Fei-Lit
- Photographie : Lam Ngai-kai
- Montage : Chang Yao-chung et Keung Chuen-tak
- Pays d'origine : Hong Kong
- Format : Couleurs - 1,85:1 - Mono - 35 mm
- Genre : Fantastique et comédie érotique
- Durée : 92 minutes
- Date de sortie : 19 mai 1990 (Hong Kong)

## Distribution
- Amy Yip : Hua-Hua
- Man So : Pai So-So
- Hitomi Kudо̄ : Fei Fei
- Manfred Wong : Wang
- Ha Chi-Chun : Mme Wang
- Lam Chung : Hsuan Kuei
- Sin Lap-Man : Wu Ming

## Voir également
- 1991 : Erotic Ghost Story 2 (Liao zhai yan tan xu ji zhi wu tong shen), de Peter Ngor
- 1992 : Erotic Ghost Story 3 (Liao zhai san ji zhi deng cao he shang), de Ivan Lai
- 1997 : Erotic Ghost Story: Perfect Match (Liu jai yim tam ji yau kau), de Lam Yi-Hung